# Oleiros (Portogallo)
Oleiros (o'lɐiɾuʃ) è un comune portoghese di 6 677 abitanti situato nel distretto di Castelo Branco.
Qua nacque il missionario António de Andrade.

## Società

### Evoluzione demografica
| Popolazione di Águeda (1849 – 2004) | Popolazione di Águeda (1849 – 2004) | Popolazione di Águeda (1849 – 2004) | Popolazione di Águeda (1849 – 2004) | Popolazione di Águeda (1849 – 2004) | Popolazione di Águeda (1849 – 2004) | Popolazione di Águeda (1849 – 2004) | Popolazione di Águeda (1849 – 2004) | Popolazione di Águeda (1849 – 2004) |
| ----------------------------------- | ----------------------------------- | ----------------------------------- | ----------------------------------- | ----------------------------------- | ----------------------------------- | ----------------------------------- | ----------------------------------- | ----------------------------------- |
| 1801                                | 1849                                | 1900                                | 1930                                | 1960                                | 1981                                | 1991                                | 2001                                | 2004                                |
| 2992                                | 7540                                | 11203                               | 11891                               | 15553                               | 10183                               | 7767                                | 6677                                | 6212                                |

## Freguesias
- Álvaro
- Amieira
- Cambas
- Estreito
- Isna
- Madeirã
- Mosteiro
- Oleiros
- Orvalho
- Sarnadas de São Simão
- Sobral
- Vilar Barroco